# Laufey
Laufey Lín Bing Jónsdóttir (ur. 23 kwietnia 1999 w Reykjavíku) – chińsko-islandzka piosenkarka i autorka tekstów.

## Życiorys
Jej ojciec jest Islandczykiem, a matka Chinką. Laufey przypisuje swojej rodzinie zaszczepienie w niej miłości do muzyki – jej matka jest skrzypaczką, a dziadek był nauczycielem gry na skrzypcach w Centralnym Konserwatorium Muzycznym w Chinach. Ma siostrę bliźniaczkę – Júníę Lín Jónsdóttir, która jest skrzypaczką i pełni funkcję jej dyrektora kreatywnego. Dorastała między Reykjavikiem, a Waszyngtonem, regularnie odwiedzając również Pekin.
Rozpoczęła naukę gry na pianinie w wieku czterech lat, a na wiolonczeli w wieku ośmiu lat. W 2018 roku ukończyła Reykjavík College of Music, gdzie studiowała również śpiew. Następnie uczęszczała do Berklee College of Music w Bostonie, którą ukończyła w 2021 r..
W wieku 15 lat występowała jako wiolonczelistka z Islandzką Orkiestrą Symfoniczną, a w 2014 roku została finalistką islandzkiej edycji programu Iceland's Got Talent, a rok później półfinalistką The Voice Iceland, zostając najmłodszym w historii uczestnikiem tej serii.
Kolekcja płyt jej ojca wprowadziła ją w świat jazzu, a ona sama uważa Ellę Fitzgerald, Cheta Bakera, Nata King Cole oraz Billie Holiday za źródło inspiracji.

## Kariera
6 kwietnia 2020 r. Laufey wydała swój debiutancki singiel „Street by Street”, który zajął pierwsze miejsce w islandzkim radiu. Przyciągnęła tym uwagę artystów, takich jak Billie Eilish, Willow Smith, V z BTS i Dodie. 30 kwietnia 2021 roku wydała swoją pierwszą EP-kę, Typical of Me, na której znalazł się utwór utwór „Street by Street” i sześć innych piosenek. Czasopismo American Songwriter umieściło EP-kę na swojej liście najlepszych albumów 2021 roku.
Album Everything I Know About Love ukazał się 26 sierpnia 2022 roku za pośrednictwem wydawnictwa AWAL. Na liście Billboard's Alternative New Artist Album album znalazł się na pierwszym miejscu.
Jej debiutancki album Bewitched został wydany 8 września 2023 roku. Pobił on rekord wszech czasów pod względem największego debiutu albumu jazzowego na Spotify w historii. Nagrania do Bewitched odbywały się w Los Angeles i Londynie, z udziałem orkiestr symfonicznych, trio jazzowych.
Podczas 66. ceremonii rozdania nagród Grammy album Bewitched wygrał w kategorii najlepszy album wokalny – pop tradycyjny.